# ترش‌آب بالا
ترش‌آب بالا یک روستا در ایران است که در شهرستان بیرجند واقع شده‌است.